# Milada Vavrdová
Milada Vavrdová (* 25. dubna 1938 Praha) je česká geoložka a paleontoložka. Zabývá se výzkumem jednobuněčného mořského fytoplanktonu paleozoického stáří, zejména z kambria a ordoviku, a jeho geografickou diferenciací.

## Životopis
Narodila se 25. dubna 1938 do rodiny stavitele a geofyzika Arnošta Dvořáka. Její dědeček byl architekt Josef Záruba-Pfeffermann. Vystudovala Přírodovědeckou fakultu UK. Od roku 1961 pracuje v Geologickém ústavu AV ČR v Praze. V letech 1967–1972 žila s manželem Dr. Ivo Vavrdou v Zambii, kde spolu prováděli geologický výzkum a mapovali nerostná ložiska. V ústavu Geological Survey of Zambia studovala sedimenty na ostrově Mutondwe jezera Tanganika v provincii Luapula. S prof. P.E. Isaacsonem popsala rostlinné mikrofosilie z lokalit Jižní Ameriky (ostrov Isla del Sol, Madre de Díos v jezeře Titikaka), z Bolivie a Peru. V Africe se manželům narodilo třetí dítě. Ivo Vavrda před odletem zpět do Československa zahynul při automobilové nehodě. V posledních letech zkoumá stopy po mikrobiálních povlacích v horninách Barrandienu usazených před 600 miliony lety. Ve volném čase fotografuje a píše básně.

## Výzkum

### Silicifikované řasové biohermy ediakarského stáří z okolíVozniceaDobříše
V sedimentech střední části štěchovické skupiny (Tepelsko-Barrandienská jednotka) jsou díky rané silicifikaci zachovány původní textury v dobříšských slepencích. Horniny byly odebrány z výchozů v údolí Kocáby, na Zelenském vrchu, podél cesty z Voznice do Chouzavé, na návrší podél dálnice D4 a v údolí voznického potoka.
Tzv. dobříšské „slepence“ vykazují, podobně jako jejich mezerní hmota koncentrickou stavbu. Jsou to tedy spíš konkrece, pravděpodobně původně karbonátové.
Zvětralé povrchy mají zlatožlutou barvu, na lomu jsou zelenošedé nebo světle šedé, textury jsou patrné pouze v šikmém osvětlení a v určitém úhlu. Mezi stromatolity jsou stopy po ediakarské fauně, otisky a výlitky často ne nepodobné slimákům. Polokulovitá tělíska jsou nejčastěji 1–4 cm velká, na povrchu hladká, zrnitá, nebo s mělkými prohlubněmi. Vzácnější jsou žebrované a lineární stopy po spásání substrátu.

### Archeocyáti
Svrchní část Tepelsko-Barrandienského proterozoika: Mýty a fakta
Obecně přijímaná charakteristika tepelsko-barrandienského proterozoika není zcela přesná:
1. mýtus: Svrchní část štěchovické skupiny je petrograficky poměrně jednotvárná, omezená na střídání břidlic, prachovců a drob.
2. mýtus: Střední část štěchovické skupiny charakterizují různě velké čočky dobříšských slepenců
3. mýtus: Sedimenty svrchní části štěchovické skupiny vznikaly v hlubokomořském prostředí, pod vlivem turbiditních proudů.
4. mýtus: Dobříšské slepence jsou ediakarského stáří.
Ad 1. V širším okolí Dobříše jsou polohy Si břidlic, buližníků, vulkano-sedimentárních brekcií (obr. 1) a vápenců. Lavici šedých silicitů s oolity nalezl také Václav Vajner ve Světicích u Říčan (1961).
Ad 2. Klasty v tzv. dobříšských slepencích nesou často stopy plastických deformací, někdy se i navzájem prorůstají (obr.2), což dosvědčuje jejich původ jako biologicky stabilizovaných konkrecí.
Ad 3. V širším okolí Voznice u Dobříše jsou dobře zachované různé typy stromatolitů: dómovité, sloupcovité (obr.3), nebo palicovité. Sloupcovité stromatolity svědčí o mělkém, poměrně teplém sedimentačním prostředí, s nízkou dynamikou vodního sloupce.
Ad 4. Na osmi lokalitách ve svrchní části štěchovické skupiny jsou zachované schránky archeocyátů a další fosílie (obr. 6, 7, 8) Mezi jinými jsou toPorostliny, 4. Hamr, Jezberná u Voznice, Úžlabí, levý břeh Voznického potoka. To vylučuje jejich předpokládané ediakarské stáří a svědčí o jejich vzniku v raném kambriu.
Shrnuto:
Dobříšské slepence jsou alespoň zčásti algolity stabilizované sinicovými porosty. Vznikaly v době raného kambria v mělkém, poměrně teplém a klidném prostředí.  

#### Obrázky:
Obr. 1
Vulkanosedimentární brekcie. Jezberná u Voznice
Obr. 2

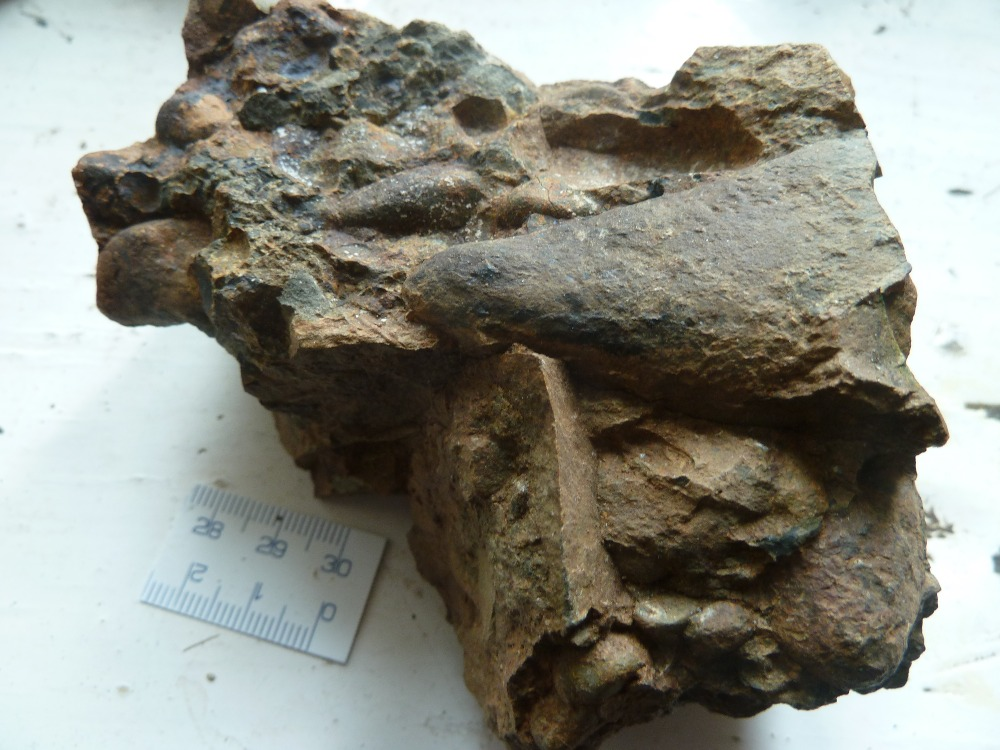

Vzájemné prorůstání klastů. Úžlabí u Voznice
Obr. 3.

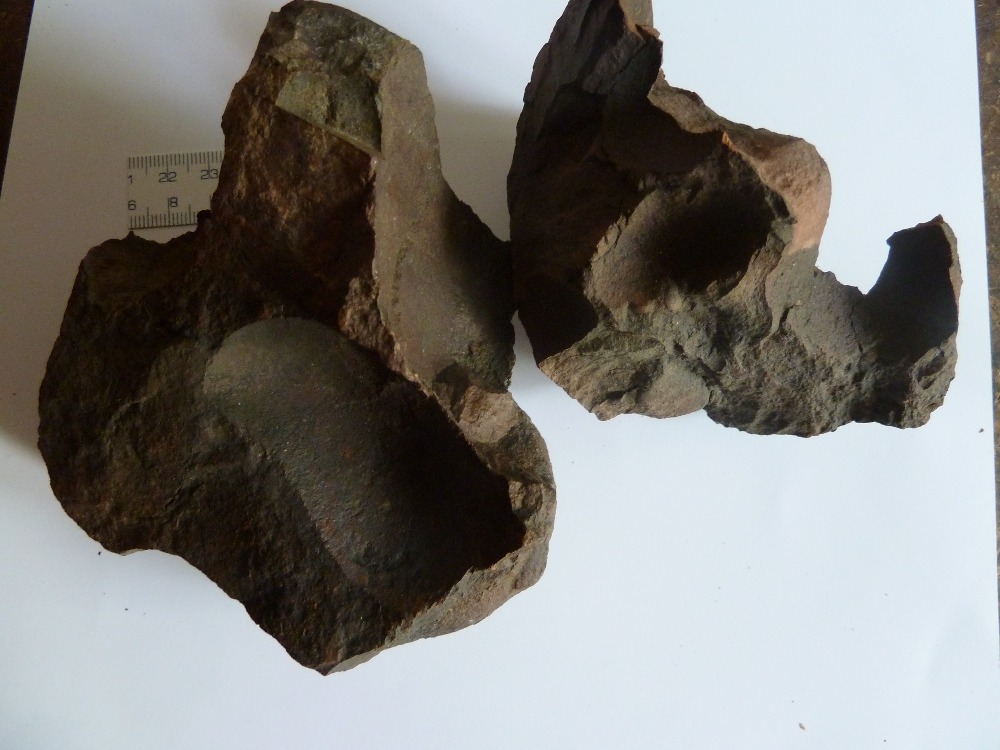

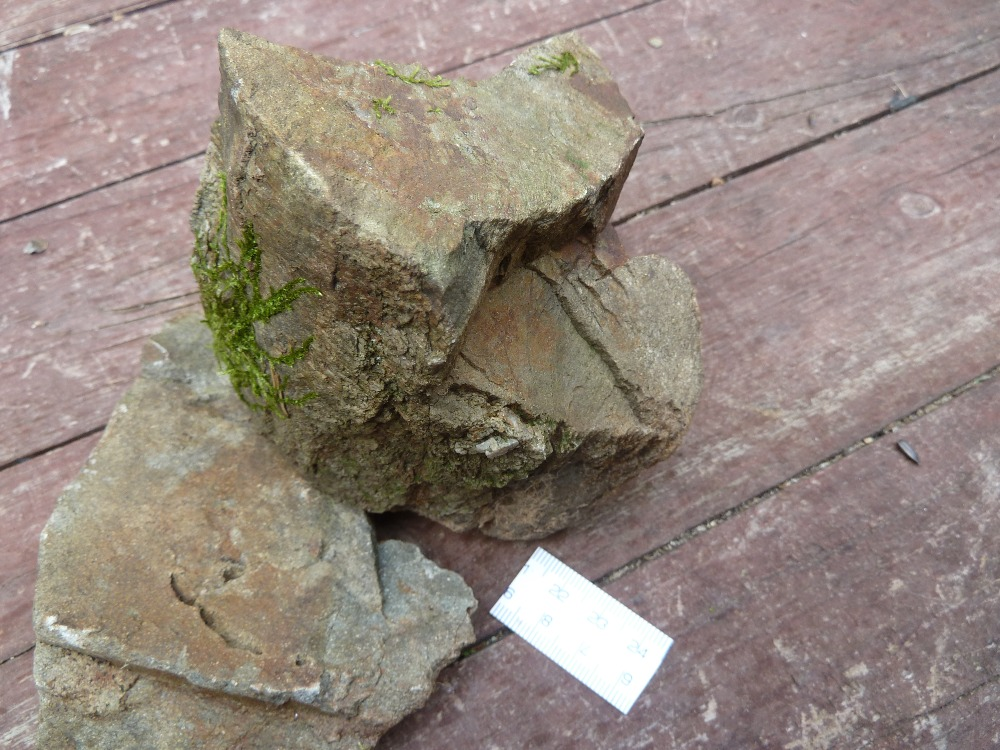

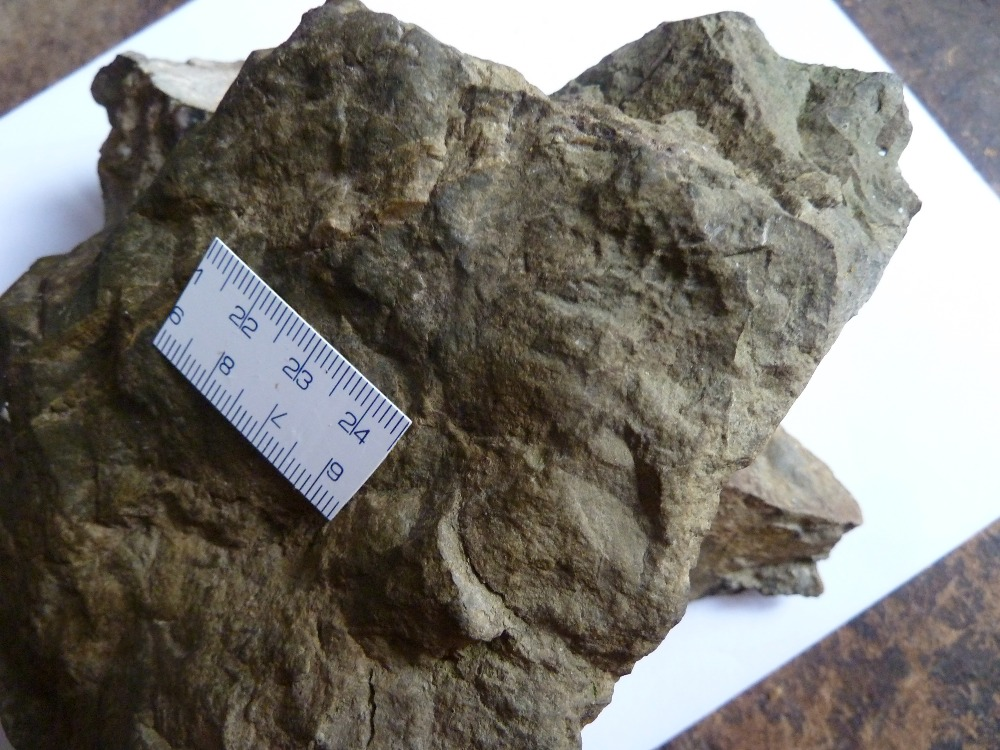

Příčný řez stromatolitem. Úžlabí u Voznice, levý břeh Voznického potoka
Obr, 4.

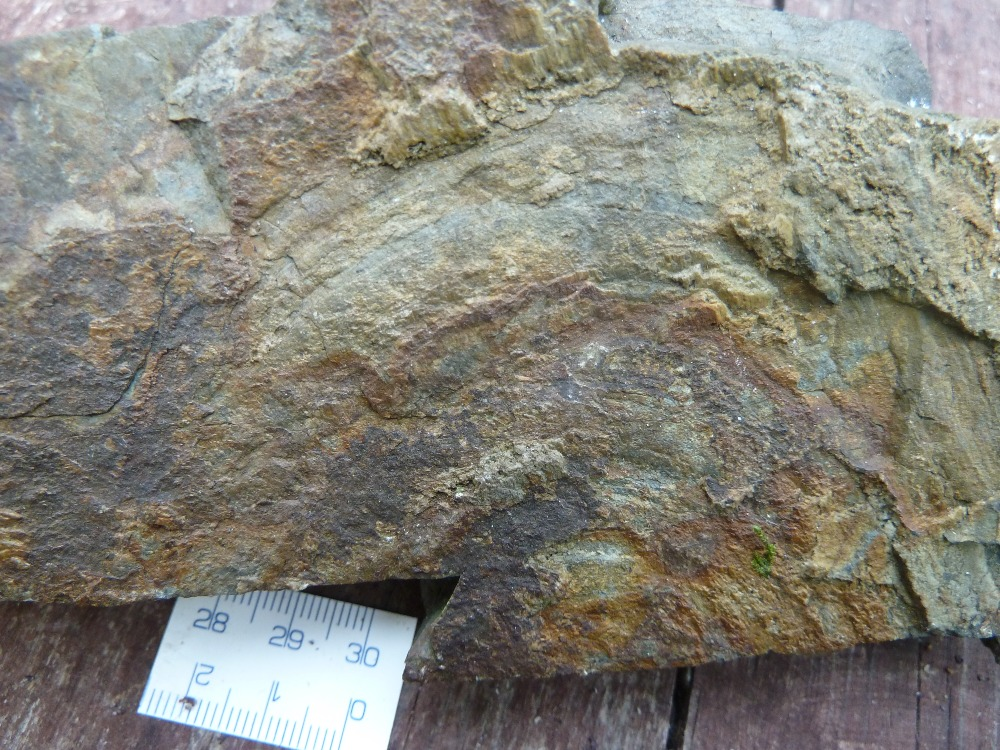

Sloupcový stromatolit s vnější kůrou. Úžlabí – jih, levý břeh Voznického potoka
Obr. 5.
Příčný řez stromatolitem. Úžlabí u Voznice, levý břeh Voznického potoka
Obr. 6.

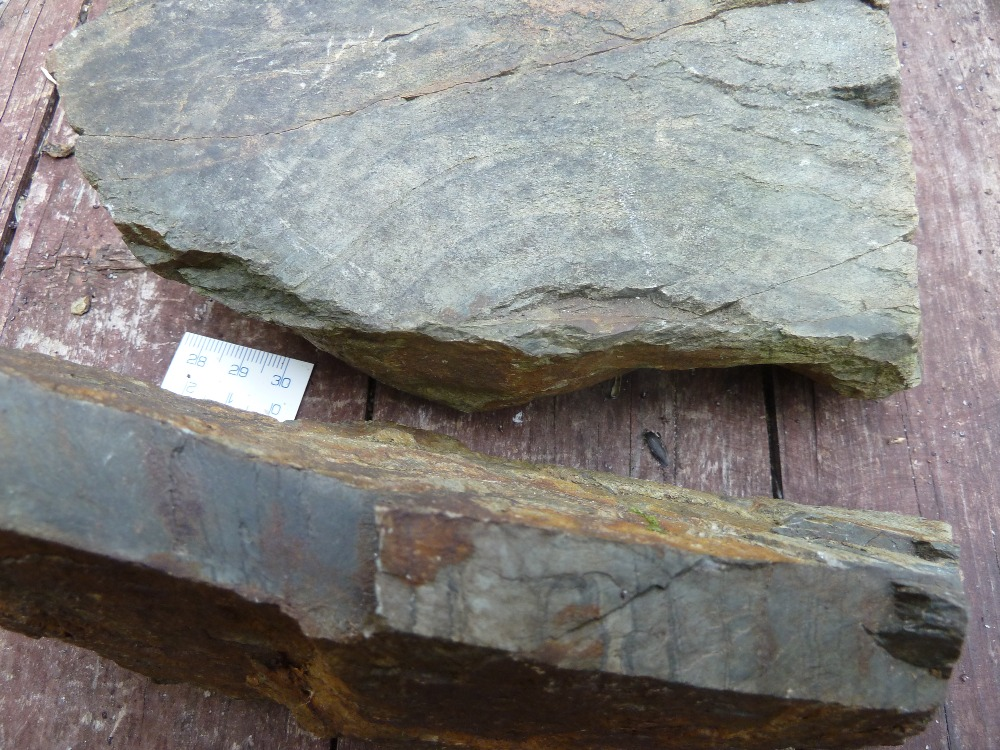

Podélný řez schránkou archeocyáta.  4.hamr, Stará hut´ u Dobříše
Obr. 7.

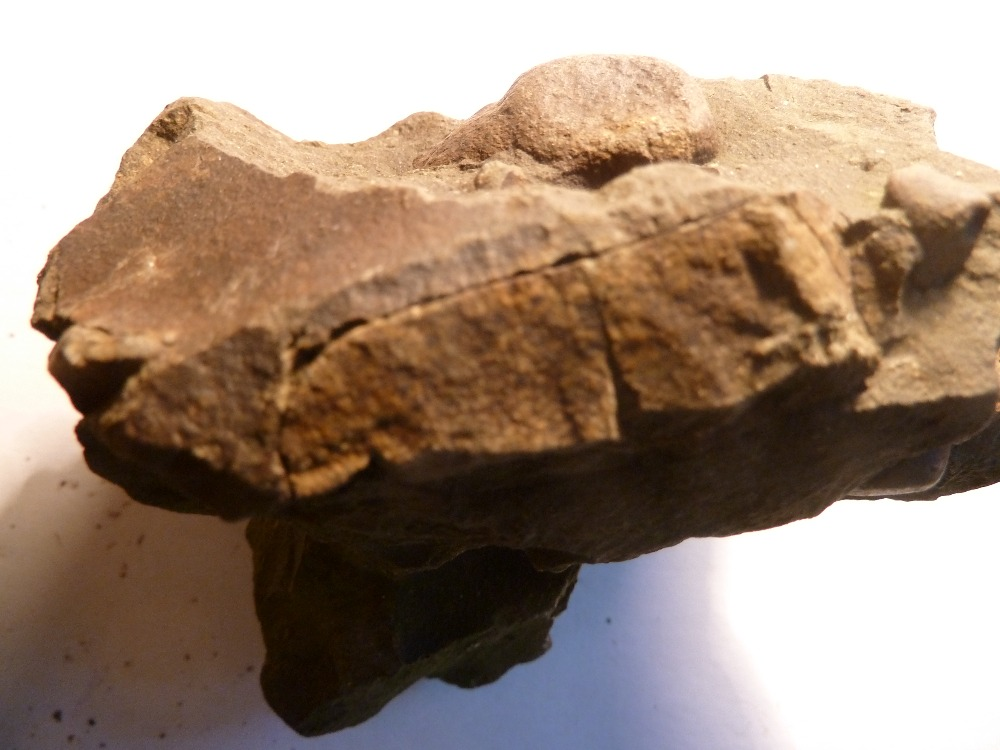

Fragment zdvojené schránky archeocyáta. Úžlabí u Voznice – sever
Obr. 8.

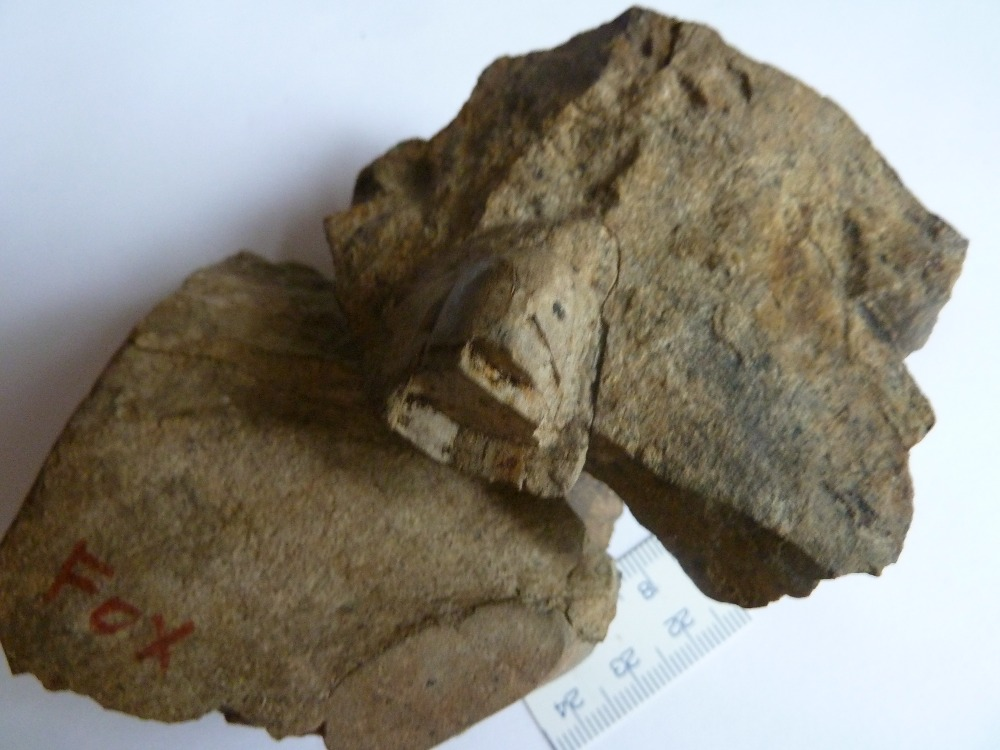

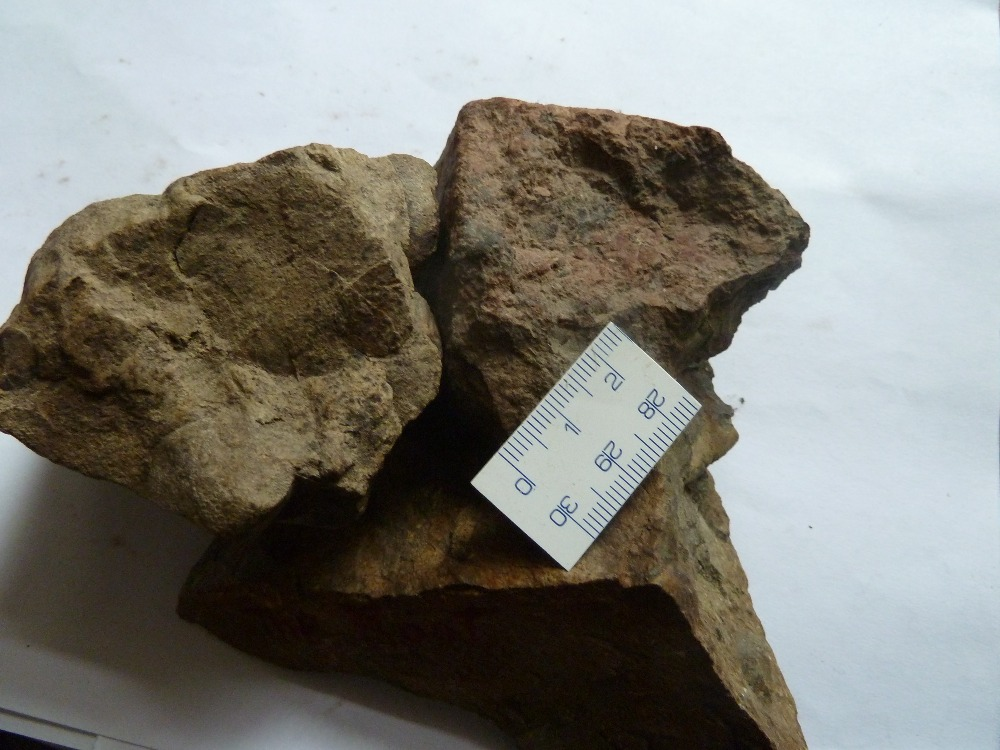

Korodované schránky archeocyátů. Lesní cesta u vodojemu v Mokrovratech.
Obr. 9.
Úžlabí u Voznice, levý břeh Voznického potoka. Skalní suť s fragmenty stromatolitů
Obr. 10.
Lesní cesta u vodojemu v Mokrovratech s výchozy hornin s archeocyáty
Obr. 11.

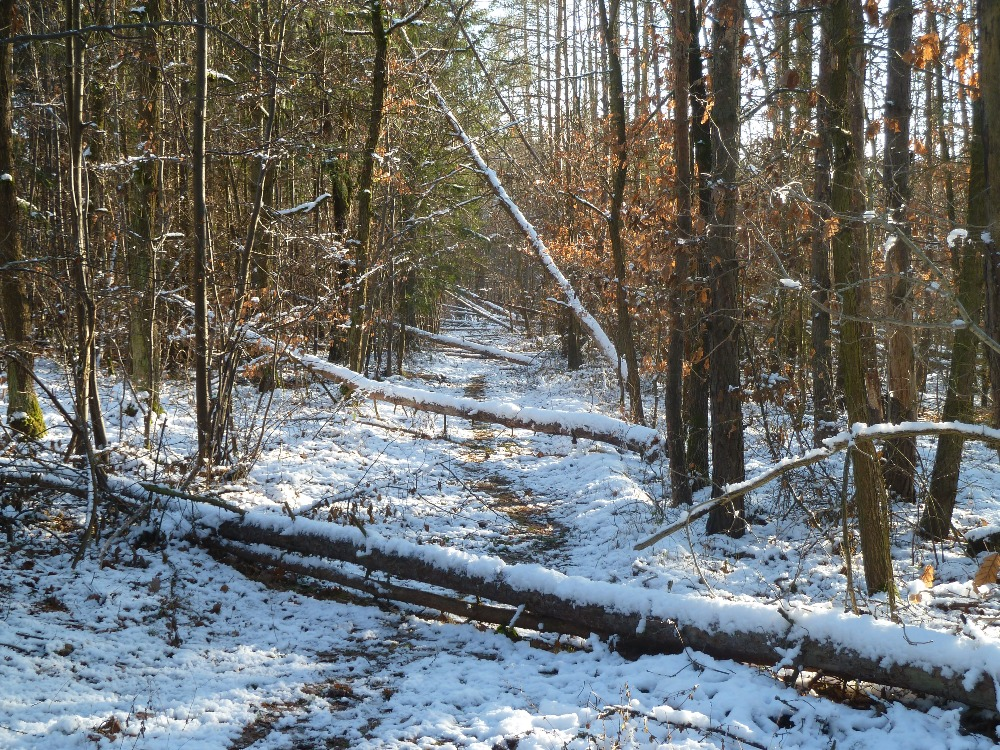

Dobříšské slepence. Úžlabí u Voznice, horní terasa
Obr. 12.

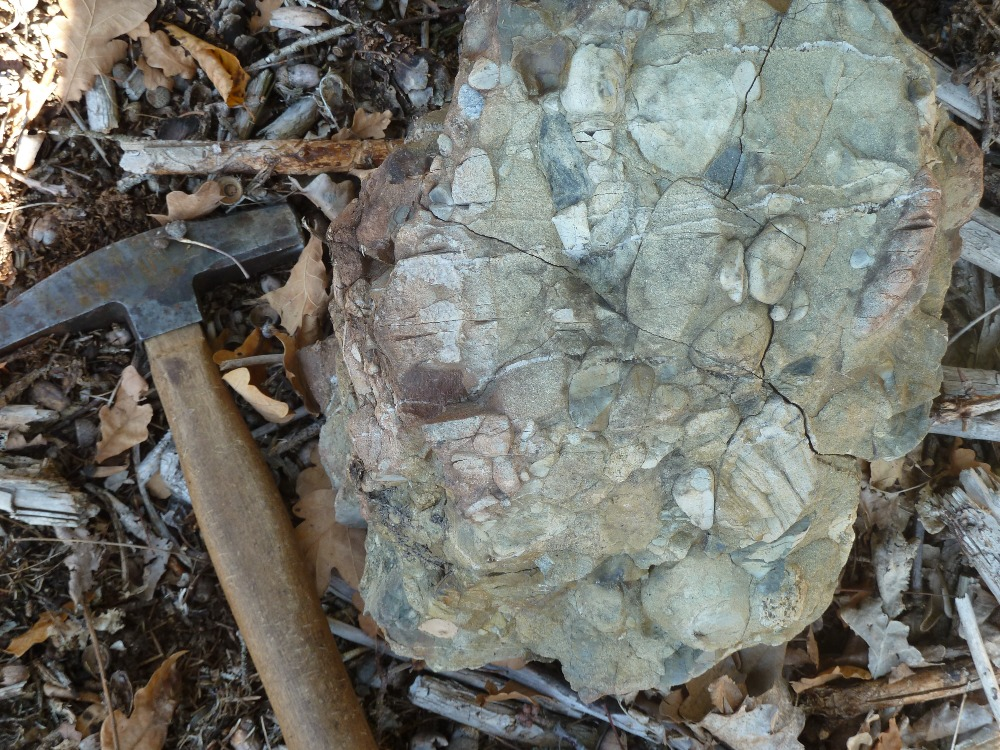

Lokality v okolí Úžlabí u Voznice (kde se kříží zelená turistická trasa se silnicí do Nové Vsi pod Pleší)

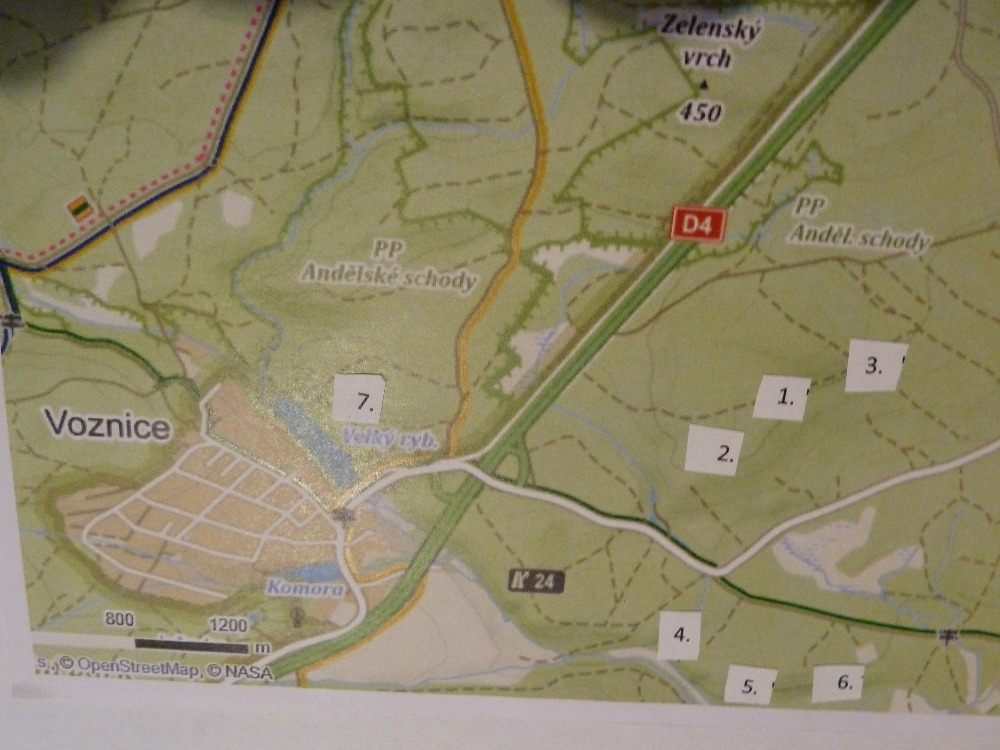

## Obrázky

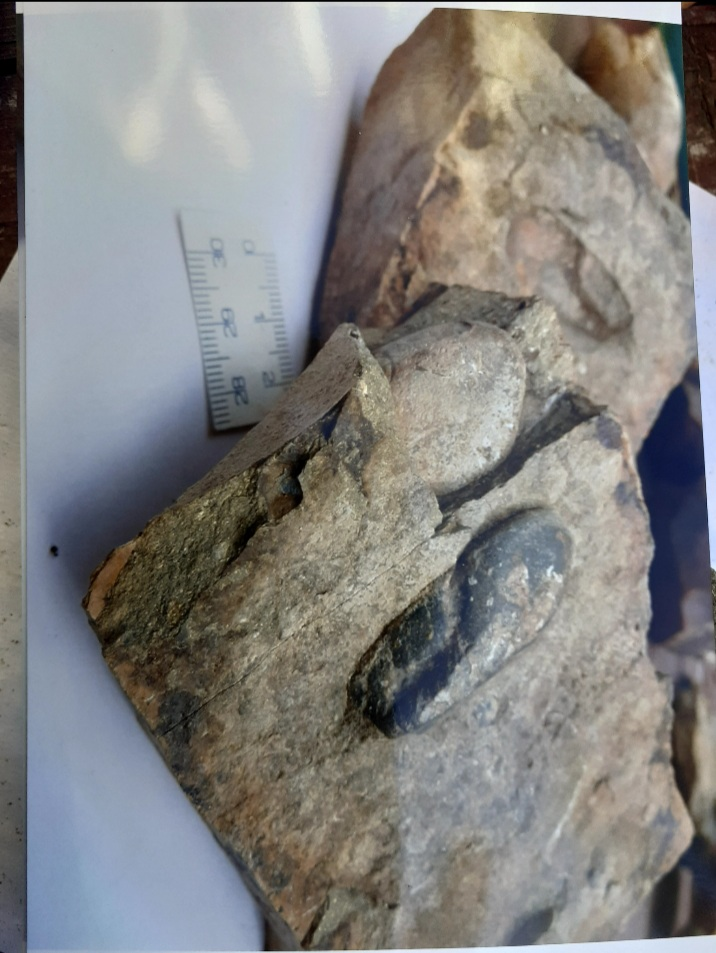
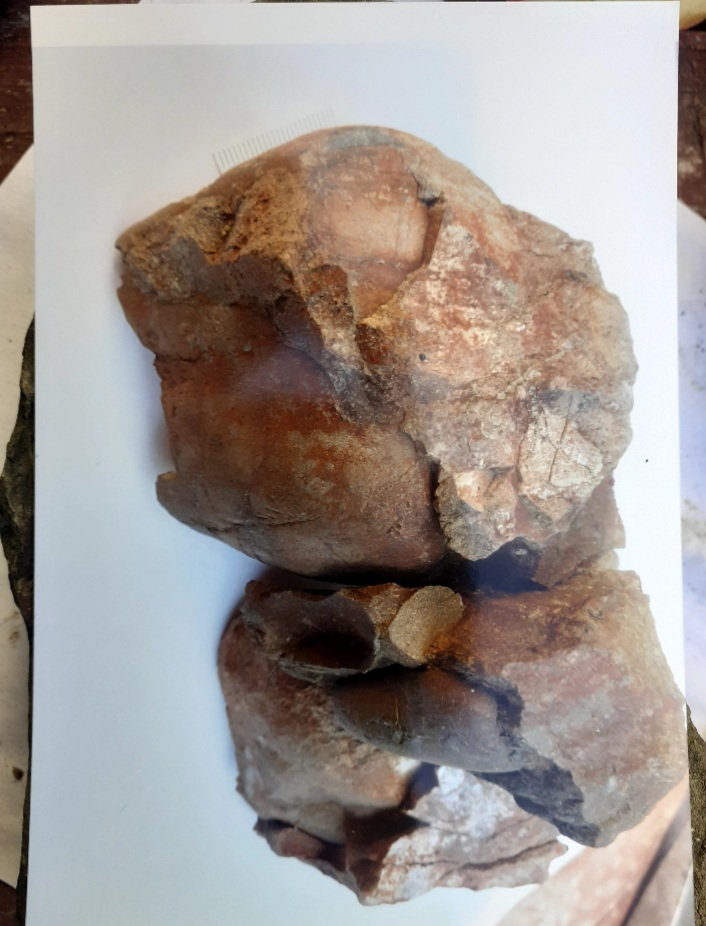
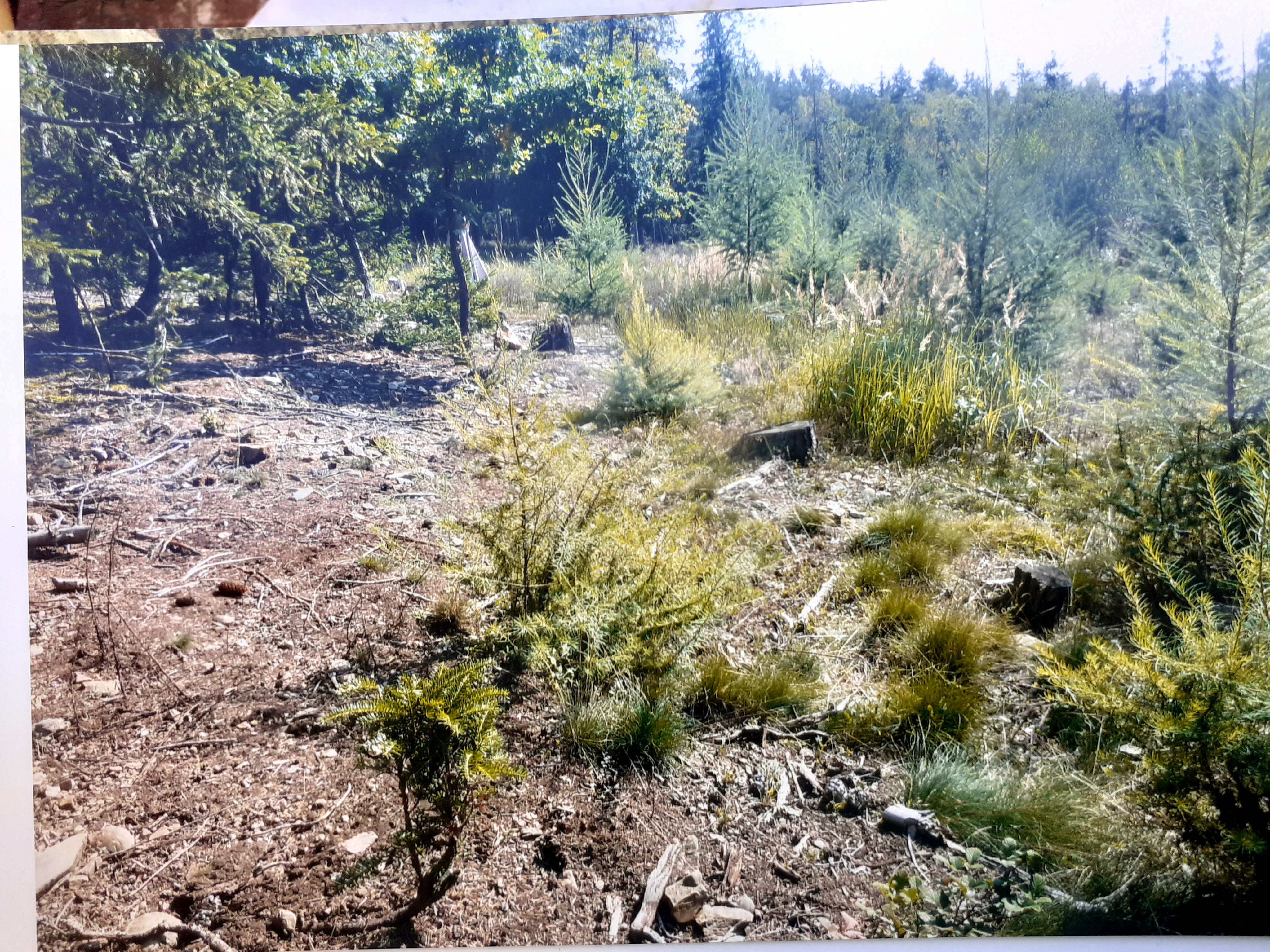
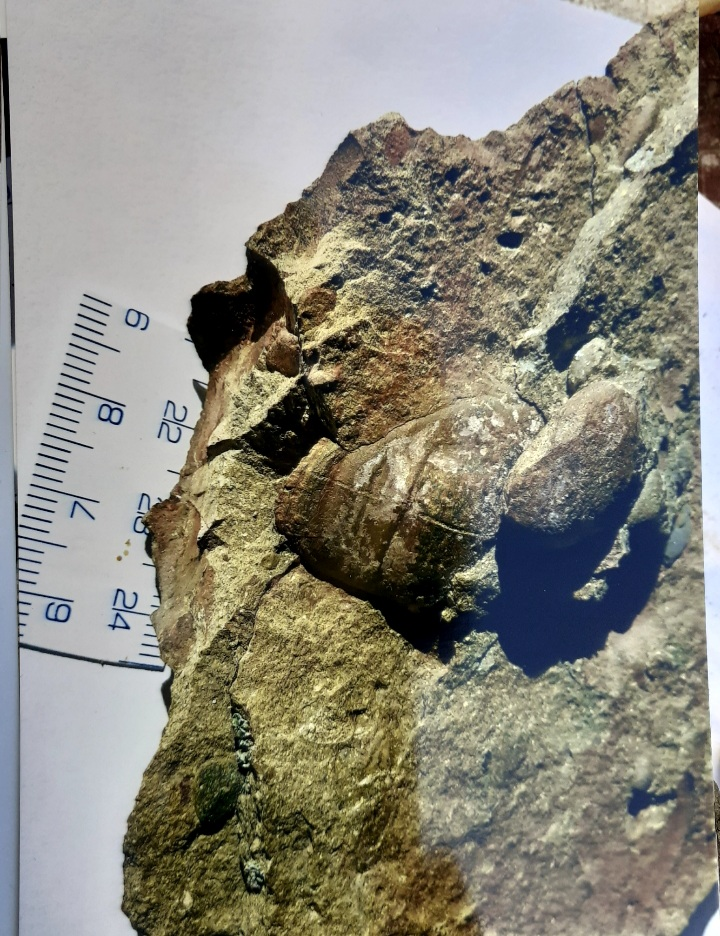
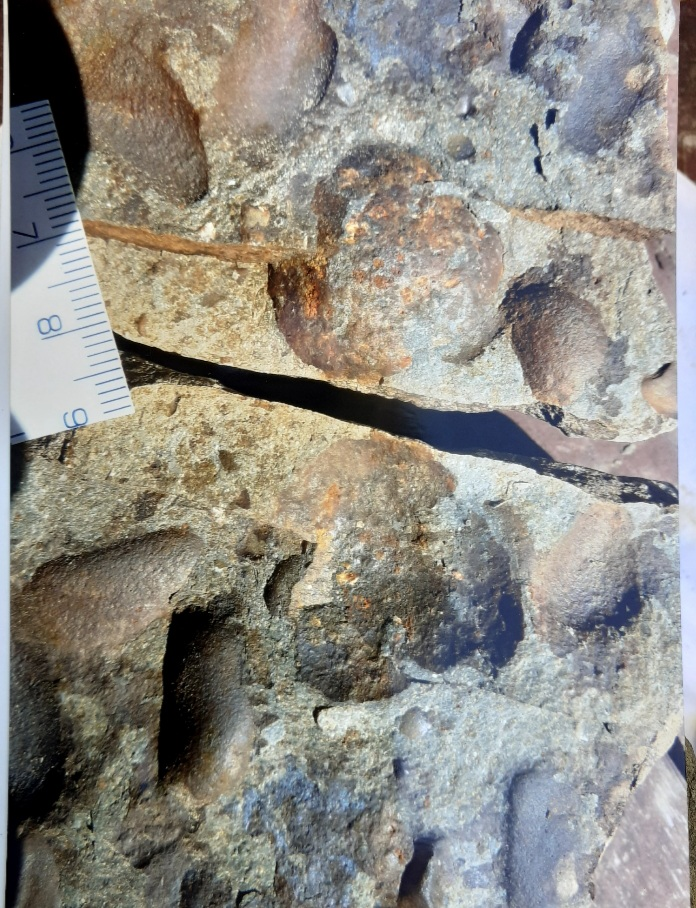
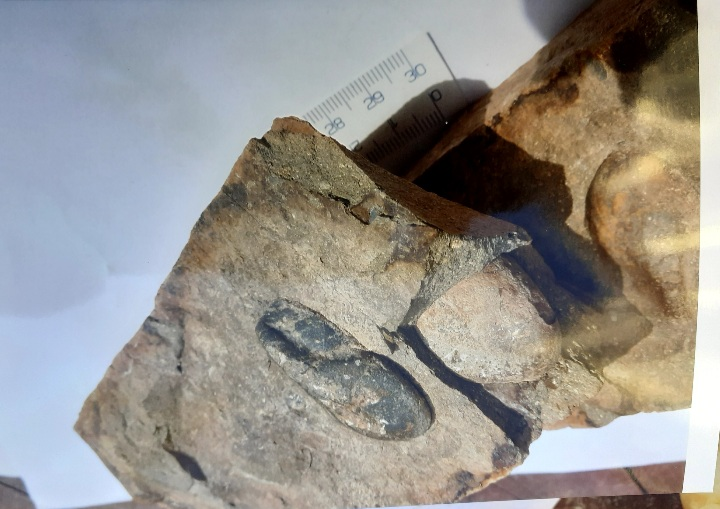

## Autorská bibliografie
- VAVRDOVÁ, Milada; DAŠKOVÁ, Jiřina. Middle Devonian palynomorphs from southern Moravia: an evidence of rapid change from terrestrial deltaic plain to carbonate platform conditions. Geologica Carpathica. 2011-04-01, roč. 62, čís. 2, s. 109–119. Dostupné online [cit. 2020-10-04]. ISSN 1336-8052. doi:10.2478/v10096-011-0010-2.
- MACHADO, Gil; VAVRDOVÁ, Milada; FONSECA, Madalena. Stratigraphy and palynology of the Pennsylvanian continental Buçaco Basin (NW Iberia). Geobios. 2018-12, roč. 51, čís. 6, s. 507–516. Dostupné online [cit. 2020-10-04]. ISSN 0016-6995. doi:10.1016/j.geobios.2018.07.001.
- VAVRDOVÁ, M. Proterozoic acritarchs from the Precambrian-Cambrian transition in southern Moravia (Měnín-1 borehole, Czech Republic). Bulletin of Geosciences. 2008-03-31, s. 85–92. Dostupné online [cit. 2020-10-04]. ISSN 1802-8225. doi:10.3140/bull.geosci.2008.01.085.
- VAVRDOVÁ, Milada. Early Ordovician provincialism in acritarch distribution. Review of Palaeobotany and Palynology. 1997-11, roč. 98, čís. 1–2, s. 33–40. Dostupné online [cit. 2020-10-04]. ISSN 0034-6667. doi:10.1016/s0034-6667(97)00023-7.
- VAVRDOVÁ, Milada. Geographical differentiation of Ordovician acritarch assemblages in Europe. Review of Palaeobotany and Palynology. 1974-10, roč. 18, čís. 1–2, s. 171–175. Dostupné online [cit. 2020-10-04]. ISSN 0034-6667. doi:10.1016/0034-6667(74)90016-5.
- VAVRDOVÁ, Milada. Existovala v Čechách ediakarská fauna?. Vesmír. 2015/1, roč. 94, čís. 26.
- VAVRDOVÁ, Milada. Konečně spolehlivý nález: Mikrobiální koberce v usazeninách středočeského neoproterozoika. Vesmír. 2017/12, roč. 96, čís. 712.
- VAVRDOVÁ, Milada. Jak hluboké bylo v Čechách ediakarské moře?. Vesmír. 2018/2, roč. 97, čís. 76.
- VAVRDOVÁ, Milada. Výlet na ostrov Mutondwe. Vesmír. 2020/1, roč. 99, čís. 54.